# Ulrich Rauscher

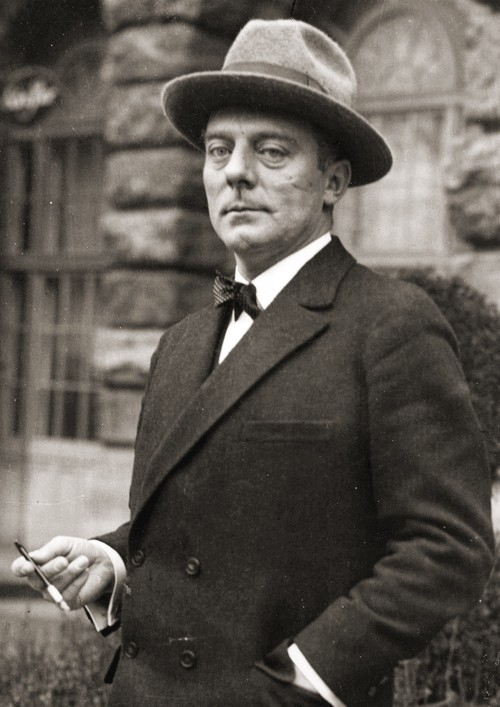
Ulrich Rauscher

Ulrich Karl Paul Rauscher (né le 26 juin 1884 à Stuttgart et mort le 18 décembre 1930 à Saint-Blasien) était un journaliste, écrivain et diplomate allemand.

## Biographie

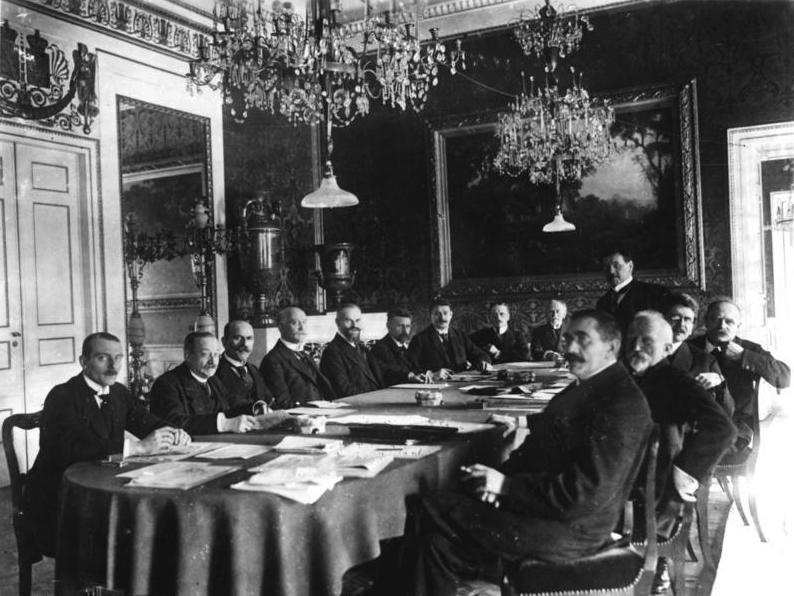
Première réunion du Cabinet du Cabinet Scheidemann, le 13 février 1919 à Weimar. En partant de la gauche : Ulrich Rauscher, chef du service de presse du gouvernement, Robert Schmidt, Alimentation, Eugen Schiffer, Finances, Philipp Scheidemann, Chancelier du Reich, Otto de Landsberg, Justice, Rudolf Wissell, Économie, Gustav Bauer, Travail, Ulrich von Brockdorff-Rantzau, Affaires Étrangères, Edouard David sans Portefeuille, Hugo Preuss, Intérieur, Jean Giesberts, Poste, Jean-Bell, Colonies, Georges Gothein, Trésor, Gustav Noske, Armées.

Rauscher étudie le droit et est membre du Corps Suevia Heidelberg à partir de 1906. Il exerce ensuite la profession de correspondant pour le quotidien de centre-gauche Frankfurter Zeitung à Strasbourg et Berlin. Il est l'un des premiers à considérer le cinéma comme un potentiel moyen de propagande . Par ailleurs, il écrit pour die Schaubühne (plus tard renommée Die Weltbühne), où il est temporairement un proche collaborateur de Siegfried Jacobsohn.
Après 1914, il rejoint le service de presse de la guerre, puis la division politique allemande du gouvernement général en Belgique, où il défend une politique d'annexion de la Belgique. Il était le moteur de la commission nationale allemande, théoriquement indépendante, mais en pratique une agence de propagande du gouvernement. Entre 1917 et 1918, il combat comme sous-officier sur le front de l'ouest.
Probablement en 1918 il rejoint le SPD. En novembre et décembre 1918, il est chef de cabinet de Philipp Scheidemann. À partir de début janvier 1919, il dirige le service de presse du Reich, et entre octobre 1919 et juin 1920 les services réunis de presse et des relations extérieures. Sa nomination est contestée, notamment par des conseils ouvriers, à cause de son soutien à l'occupation de la Belgique.